# Meteorologija u 1829.
◄◄ | ◄ | 1826. | 1827. | 1828. | 1829.  | 1830. | 1831. | 1832. | ► | ►►
Arhitektura • Astronomija • Biologija • Glazba • Kazalište • Kemija • Kiparstvo • Knjige • Književnost • Kršćanstvo • Meteorologija • Medicina • Politika • Pravo • Promet • Slikarstvo • Šport • Znanost • Željeznički promet
Meteorologija u 1829.

## Hrvatska i u Hrvata

### Rođenja
- Grgur Bučić, hrvatski prirodoslovac: ihtiolog, oceanograf, meteorolog, voditelj meteorološke postaje, konstruktor meteoroloških uređaja, entomolog, a bavio se i klimatologijom, paleontologijom, mineralogijom i arheologijom († 1911.)

## Vanjske poveznice
|  | Zajednički poslužitelj ima još gradiva o temi Vrijeme u 1829. |